# حسن سوفير
حسن سوفير ( من مواليد 1961 ، تركيا ) هو بيروقراطي وسياسي تركي ونائب وزير البيئة والتخطيط العمراني التركي.

## الحياة الشخصية
تخرج من جامعة مرمرة في كلية العلوم السياسية وقسم العلاقات الدولية وحصل على درجة الماجستير من جامعة إسطنبول ودرس في معهد العلوم الاجتماعية قسم التركيب الاجتماعي والتغيير الاجتماعي. يتحدث الإنجليزية، ومتزوج وأب لثلاثة أطفال. 

## الحياة السياسية
كان من بين مؤسسي منظمة منطقة الفاتح التابعة لحزب العدالة والتنمية وأصبح مرشحًا برلماني عن حزب العدالة والتنمية في الانتخابات العامة التركية لعام 2002 وانتُخب مستشارًا لبلدية الفاتح في الانتخابات المحلية التركية عام 2004. 
وشغل منصب نائب رئيس بلدية الفاتح والنائب الأول لرئيس مجلس المدينة والأمين العام لمجلس مدينة الفاتح بين 2004-2018 ، وشغل منصب أمين بلدية الفاتح في 2018-2019.